# مارتن سيمونسون
مارتن سيمونسون (بالإسبانية: Martin Simonson)‏ باحث وكاتب ومترجم سويدي متخصص في الأدب الخيالي. يدرس اللغة الإنجليزية وآدابها في جامعة إقليم الباسك في إسبانيا.